# Борьба за справедливость: История Нэнси Конн
«Борьба за справедливость: История Нэнси Конн» (англ. Fight For Justice: The Nancy Conn Story) — телефильм режиссёра Брэдфорда Мэя, криминальная драма, основанная на, произошедших в 1982 году в городе Бирмингем (штат Алабама).

## Сюжет
Главная героиня фильма — Нэнси Конн, женщина, убийство которой стало навязчивой идеей для маньяка-убийцы Ричарда Марка Элларда. Действие происходит в одном из штатов Америки. Нэнси Конн и её двоюродная сестра подвергаются нападению маньяка, который насилует их и убивает сестру Нэнси. Сама Нэнси чудом остаётся жива.
Полиция находит преступника. Но он получает не смертельный приговор, а тюремное заключение. Время идёт, и Нэнси Конн залечивает свои душевные и физические раны. Убийца вначале бежит из тюрьмы, затем получает амнистию и продолжает преследовать главную героиню. Ей стоит очень больших усилий избежать столкновения с ним и доказать, что он опасный для общества маньяк.

## В ролях
- Мэрилу Хеннер — Нэнси Конн, жертва преступления
- Дуг Сэвэнт — Ричард Марк Эллард, маньяк-убийца
- Энн Уэджуорт — Мэри Ховэлл
- Пери Гилпин — Шарлотта Пэркс
- Лиза Джейкаб — Лайза Конн
- Дон Фрэнклин — детектив Коллинз
- Шон Мак Кэнн — отец Нэнси
- Джэнет-Лэн Грин — мать Нэнси
- Эндрю Кигэн — Гарри Конн
- Джон Новак — Фред
- Хуг Томпсон — сержант Гринвэй